# 寶勝國際
寶勝國際（控股）有限公司（港交所：3813）為設立於中國的運動服裝和鞋類產品的經銷和零售商，通路品牌名稱為「勝道」及「YYsports」。原爲裕元工業集團旗下的零售業務，在2008年6月6日分拆獨立上市，當時招股定價為3.05港元。其發展重心是高端品牌運動鞋及服飾的代理及零售，目前主要的銷售收入來自耐克和阿迪達斯，其余來自斯凯奇、彪馬、康威等品牌。
2018年1月，裕元工業主要股東寶成工業向寶勝國際提出私有化計劃，作價每股2.03港元。2018年4月9日，該計劃由於未能於法院會議上獲得通過批准，因此失效。

## 外部連結
- 寶勝國際官網 （页面存档备份，存于）
- YYsports運動服務平台 （页面存档备份，存于）